# زمان بیک تپه
زمان بیک تپه مربوط به دوران‌های تاریخی پس از اسلام است و در بجنورد، ۲۸ کیلومتری غرب شهر واقع شده و این اثر در تاریخ ۲۳ فروردین ۱۳۴۶ با شمارهٔ ثبت ۷۱۳ به‌عنوان یکی از آثار ملی ایران به ثبت رسیده است.